# Fernando Belluschi
Pour les articles homonymes, voir Belluschi.
Fernando Daniel Belluschi (né le 10 septembre 1983 à Los Quirquinchos (en)) est un footballeur argentin évoluant au milieu de terrain dans le club de l'Estudiantes de Río Cuarto.

## Biographie
En 2007, plusieurs clubs espagnols tentent de le recruter. Apparemment son choix se porterait sur le Real Madrid car il a déclaré que s'il devait quitter River Plate, ce serait pour aller au Real car pour lui, c'est le meilleur club au monde.
Ce jeune joueur est polyvalent, en effet, il est capable de jouer au poste de milieu et à celui de latéral. De plus, il possède une technique et une vision du jeu largement au-dessus de la moyenne ce qui fait de Belluschi l'un des meilleurs joueurs du championnat argentin. À River Plate, son talent avait poussé Marcelo Gallardo sur le banc avant que ce dernier ne quitte River pour le PSG (France).
Il se lance dans l'aventure Européenne en s'engageant en 2008 avec l'Olympiakos Le Pirée, en Grèce.
Il signe au FC Porto le 6 juillet 2009 pour un prix de 5 millions d'euros (50 % du passe), avec un contrat de 4 ans et une clause libératoire de 30 millions d'euros.
Après un prêt de six mois au Genoa CFC, il signe en faveur du club turc de Bursaspor. Le transfert est évalué à 2,5 M€.

## Carrière
| Période   | Club              | Pays      | Matchs | Buts |
| 2002-2005 | Newell's Old Boys | Argentine | 100    | 25   |
| 2006-2008 | CA River Plate    | Argentine | 62     | 13   |
| 2008-2009 | Olympiakos        | Grèce     | 52     | 10   |
| 2009-2012 | FC Porto          | Portugal  | 113    | 9    |
| 2012      | Genoa CFC         | Italie    | 14     | 1    |

## Palmarès
- Vainqueur de la Ligue Europa en 2011 avec le FC Porto
- Champion d'Argentine (Apertura) en 2004 avec les Newell's Old Boys
- Champion de Grèce en 2009 avec l'Olympiakos
- Vainqueur de la Coupe de Grèce en 2009 avec l'Olympiakos
- Vainqueur de la Coupe du Portugal en 2010 et 2011 avec le FC Porto
- Vainqueur de la Supercoupe du Portugal en 2010 avec le FC Porto
- Champion du Portugal en 2011 avec le FC Porto